# Hank Bully
Hank Bully est un personnage de la série de bande dessinée franco-belge Lucky Luke, western humoristique créée par le dessinateur Morris.
Il apparaît pour la première fois dans la quarante-septième histoire de la série, La Diligence, sur un scénario de René Goscinny en 1968 ; puis dans les albums Le Fil qui chante, La Fiancée de Lucky Luke et Belle Star. Il est la caricature de l'acteur Wallace Beery. 
C'est un conducteur de diligences pour la société Wells Fargo. Il sait manier le fouet avec une grande précision.